# Mere
Mere je ruský řetězec diskontních supermarketů patřících pod skupinu Svetofor se sídlem v Krasnojarsku, který provozuje prodejny v Rusku, Kazachstánu, Bělorusku, Číně, Rumunsku, Slovensku a v Česku.
Na český trh řetězec vstoupil v roce 2021, kdy otevřel své první dvě prodejny v Mostě a Příbrami. Záměrem řetězce bylo nabídnout ruské a ukrajinské zboží, které v jiných prodejnách není dostupné a nabídnout stálým zákazníkům konkurenčních řetězců obvyklé zboží za extrémně nízké ceny.
Dne 18. února 2022 řetězec oznámil plánované otevření své třetí prodejny v Chebu, o pět dní později ale byla zahájena ruská invaze na Ukrajinu. Většina států, kde řetězec působí, v důsledku toho přijala sankce vůči Rusku, a to včetně omezení či bojkotu ruského zboží. Řetězec byl proto v některých zemích donucen k uzavření prodejen, v Česku byla plánovaná expanze dočasně pozastavena. Později se však řetězec rozšířil a došlo k otevření prodejny v Písku, což bylo oznámeno 5. května 2023 na facebookové stránce řetězce. V září 2023 bylo oznámeno v médiích, že k otevření prodejny v Chebu nakonec dojde. Společnost však od plánů otevřít prodejnu v Chebu zcela ustoupila. A to i přes to, že na vybrané budově byla již několik měsíců umístěna cedule s názvem obchodu.
Dne 15. listopadu 2023 byla otevřena prodejna v Plzni na Rokycanské ulici, u výjezdu na Prahu. V roce 2025 se připravuje otevření páté prodejny v Ústí nad Labem. 4. dubna 2025 otevřel řetězec prodejnu ve Staré Roli v Karlových Varech.